# ミルテホシン
ミルテホシン(Miltefosine)は商標名のイムパビド(Impavido)で販売されているリーシュマニア症とフォーラーネグレリアなどによる自由生活性アメーバ感染症の治療に用いられる医薬品である。リーシュマニア症には皮膚型、内臓型、粘膜型がある。ミルホテシンはアムホテリシンBまたはパロモマイシンと併用される。投与法は経口である。

## 概要
主な副作用は嘔吐、腹痛、発熱、頭痛、腎臓の機能の低下があげられる。重度の副作用にはスティーブンス・ジョンソン症候群または血小板減少症などがあげられる。妊娠中の服用は胎児に悪影響を及ぼとされ、妊娠中また授乳中のヒトへの投与は勧められない。作用機序は明確にされていない。
ミルテホシンが初めて作られたのは1980年代初期であり、がん治療の研究が目的であった。数年後にリーシュマニア症の治療に有用であると分かり、2002年にインドにて使用が承認された。世界保健機関の必須医薬品リストに掲載されており、最も効果的で安全な医療制度に必要とされる医薬品である。開発途上国での一貫治療にかかる費用は$65～$150米ドルである。先進国での治療費は開発途上国での治療費の10～50倍以上である。他にフォーラーネグレリアにも有効とされることもある。